# Famiglia granducale del Lussemburgo
La famiglia granducale del Lussemburgo (casato di Nassau-Weilburg, un ramo cadetto agnatico dei Borbone-Parma) è costituita dalla famiglia estesa del granduca sovrano.

## Storia
Il ducato medievale di Lussemburgo fu elevato a granducato nel 1815; Guglielmo I dei Paesi Bassi salì al trono granducale come suo primo titolare. Guglielmo, attraverso la madre prussiana, era un discendente dell'ereditiera medievale, Anna, duchessa di Lussemburgo, così come lo era la moglie di Guglielmo, sua cugina di primo grado.
I territori del Granducato, conquistati (tra cui l'ancestrale Palazzo del Granduca) dalle forze di occupazione francese nelle prime fasi della caduta di Napoleone, erano stati ceduti a Guglielmo da suo cugino, il re Federico Guglielmo III di Prussia, che era l'erede principale di Anna. In violazione alla tradizionale linea di successione del Lussemburgo, le grandi potenze d'Europa convennero che il Granducato sarebbe stato ereditato in linea maschile del casato di Nassau.
I discendenti in linea maschile del granduca Adolfo detengono i titoli di "principe(ssa) del Lussemburgo" e "principe(ssa) di Nassau", con l'appellativo di "sua altezza granducale".
Tra i discendenti in linea maschile della granduchessa Carlotta, quelli che sono figli di un granduca regnante o di un granduca ereditario, detengono il titolo di "principe(ssa) del Lussemburgo" e "principe(ssa) di Nassau" con l'appellativo di "sua altezza reale"; quelli che invece non sono figli di un granduca regnante o di un granduca ereditario, sono "principe(ssa) di Nassau" con l'appellativo di "sua altezza reale" (derivante dal loro status di discendenti in linea maschile del duca Roberto di Parma). Il titolo di "principe di Borbone-Parma" fu abbandonato dal granduca Giovanni nel 1986, ma lui ed i suoi parenti mantengono l'appellativo di "sua altezza reale".

## Religione
I granduchi Adolfo e Guglielmo IV erano protestanti. Nel contratto di matrimonio fra il protestante Guglielmo e la cattolica Maria Anna di Portogallo, fu concordato che ogni figli maschio sarebbe stato cresciuto nella religione protestante mentre ogni figlia femmina in quella cattolica. Dal matrimonio non nacquero figli maschi. Conseguentemente la religione del casato di Nassau divenne cattolica quando le figlie di Guglielmo salirono al trono.

## Membri
Il granduca Henri Albert Gabriel Félix Marie Guillaume di Lussemburgo è l'attuale granduca di Lussemburgo. È nato il 16 aprile 1955. Sposò il 14 febbraio 1981 María Teresa Mestre e diventò granduca quando suo padre, Jean, abdicò il 7 ottobre 2000. I loro figli sono:
- Granduca ereditario Guillaume Jean Joseph Marie di Lussemburgo, figlio maggiore del granduca, nato l'11 novembre 1981. È il granduca ereditario di Lussemburgo, principe ereditario di Nassau e detiene il titolo di principe di Borbone-Parma. Ha sposato il 20 ottobre 2012 la contessa Stéphanie de Lannoy, nata il 18 febbraio 1984.
  - Principe Charles Jean Philippe Joseph Marie Guillaume di Lussemburgo, nato il 10 maggio 2020.
  - Principe François Henri Luis Marie Guillaume di Lussemburgo, nato il 27 marzo 2023.
- Principe Félix Léopold Marie Guillaume di Lussemburgo, nato il 3 giugno 1984. È principe di Lussemburgo e principe di Nassau. Si è sposato il 21 settembre 2013 con Claire Margareta Lademacher, nata il 21 marzo 1985.
  - Principessa Amalia Gabriela Maria Teresa di Nassau, nata il 15 giugno 2014.
  - Principe Liam Henri Harmut di Nassau, nato il 28 novembre 2016.
  - Principe Balthazar Félix Karl di Nassau, nato il 7 gennaio 2024.
- Principe Louis Xavier Marie Guillaume di Lussemburgo, nato il 3 agosto 1986. È principe di Lussemburgo e principe di Nassau. Sposato dal 2006 al 2019 con Tessy Antony, nata il 28 ottobre 1985. A seguito del suo matrimonio, il principe Louis rinunciò ai suoi diritti di successione al trono lussemburghese.
  - Principe Gabriel Michael Louis Ronny di Nassau, nato fuori dal matrimonio in Svizzera il 12 marzo 2006.
  - Principe Noah Etienne Guillaume Gabriel Matthias Xavier di Nassau, nato il 21 settembre 2007 al Maternité Grande-Duchesse Charlotte a Lussemburgo.
- Principessa Alexandra Joséphine Teresa Charlotte Marie Wilhelmine di Lussemburgo, nata il 16 febbraio 1991. Si è sposata nel 2023 con Nicolas Bagory, nato l'11 novembre 1988.
  - Victoire Bagory, nata il 14 maggio 2024 a Parigi in Francia.
- Principe Sébastien Henri Marie Guillaume di Lussemburgo, nato il 16 aprile 1992.

### Famiglia estesa
- Arciduchessa Marie Astrid Charlotte Léopoldine Wilhelmine Ingeborg Antoinette Elisabeth Anna Alberta d'Austria, sorella maggiore del granduca, nata il 17 febbraio 1954. È principessa imperiale e arciduchessa d'Austria, principessa reale d'Ungheria, principessa di Lussemburgo e principessa di Nassau. Ha sposato il 6 febbraio 1982 Carl Christian Maria Anna Rudolph Anton Marcus d'Aviano, arciduca d'Austria, nato nel 1954.
- Principe Jean Félix Marie Guillaume di Lussemburgo, fratello del granduca, nato il 15 maggio 1957. Sposò il 27 maggio 1987 Hélène Vestur, nata nel 1958. Il 26 settembre 1986, il principe Jean rinunciò ai suoi diritti di successione al trono lussemburghese. I suoi figli sono appellati come conte(ssa) di Naussau fino a quando non hanno ricevuto il titolo di sua altezza reale principe(ssa) di Nassau il 24 novembre 2004. Il principe Jean e sua moglie divorziarono nel 2004 e, nel marzo 2009, egli sposò Diane de Guerre in una cerimonia civile a Roermond nei Paesi Bassi.[1]
  - Principessa Marie Gabriele Cécile Charlotte Sophie di Nassau, figlia maggiore del principe Jean ed unica femmina, nacque fuori dal matrimonio l'8 settembre 1986.
  - Principe Constantin Jean Philippe Marie Albert Marc d'Aviano di Nassau, figlio maggiore del principe Jean, nato il 22 luglio 1988.
  - Principe Wenceslas François Baudouin Léopold Juraj Marie Marc d'Aviano di Nassau, secondogenito del principe Jean nato il 7 novembre 1990.
  - Principe Carl Johann Marie Félix Julian Marc d'Aviano di Nassau, terzogenito del principe Jean nato il 15 agosto 15 1992.
- Principessa Margaretha Antonia Marie Felicite di Liechtenstein, sorella minore del granduca. Nata il 15 maggio 1957. È principessa di Lussemburgo, principessa di Nassau, e principessa di Liechtenstein. Sposò il 20 marzo 1982 principe Nikolaus di Liechtenstein, nato nel 1947.
- Principe Guillaume Marie Louis Christian di Lussemburgo, fratello minore del granduca, nato il 1º maggio 1963. È principe di Lussemburgo e principe di Nassau. Ha sposato l'8 settembre 1994 Sibilla Sandra Weiller (figlia di Donna Olimpia Torlonia di Civitella-Cesi e Paul-Annick Weiller, bisnipote di Alfonso XIII di Spagna), ora principessa Sibilla di Lussemburgo.
  - Principe Paul-Louis Jean Marie Guillaume di Nassau, figlio maggiore del principe Guillaume, nato il 4 marzo 1998.
  - Principe Léopold Guillaume Marie Joseph di Nassau, secondo figlio maschio del principe Guillaume, nato il 2 maggio 2000. Fratello gemello della principessa Charlotte.
  - Principessa Charlotte Wilhelmine Maria da Gloria di Nassau, unica figlia femmina del principe Guillaume, nata il 2 maggio 2000. Sorella gemella del principe Léopold.
  - Principe Jean André Guillaume Marie Gabriel Marc d'Aviano di Nassau, figlio minore del principe Guillaume, nato il 13 luglio 2004.
- Principessa Charlotte Phyllis Joelle Marie di Lussemburgo, cugina di primo grado del Granduca, nata il 15 settembre 1967. È principessa di Luxembourg e principessa di Nassau. Sposò nel 1993 Marc Victor Cunningham, nato il 24 settembre 1965.
- Principe Robert Louis Francois Marie di Lussemburgo, cugino di primo grado del granduca, nato il 14 agosto 1968. È principe di Lussemburgo e principe di Nassau. Sposò il 29 gennaio 1994 Julie Elizabeth Huston Ongaro, ora principessa Julie do Nassau, nata il 9 giugno 1966.
  - Principessa Charlotte Justine di Nassau, figlia maggiore ed unica femmina del Principe Robert, nata il 20 marzo 1995.
  - Principe Alexander Théodore Charles Marie di Nassau, figlio maggiore del principe Robert, nato il 18 aprile 1997.
  - Principe Frederik Henry Douglas Marie di Nassau, figlio minore del principe Robert, nato il 18 marzo 2002, deceduto il 28 febbraio 2025.[2]

## Genealogia parziale
Felice di Borbone-Parma (1893 - 1970) - sposò nel 1919 Carlotta di Lussemburgo (1896 - 1985):
1. Giovanni di Lussemburgo (1921 - 2019) - sposò nel 1953 Giuseppina Carlotta del Belgio (1927 - 2005):
  1. Maria Astrid (1954 - viv.) - ha sposato nel 1982 Carlo Cristiano d'Asburgo-Lorena: con discendenza;
  2. Enrico di Lussemburgo (1955 - viv.) - ha sposato nel 1981 María Teresa Mestre y Batista (1956 - viv.):
    1. Guglielmo (1981-viv.) - ha sposato nel 2012 Stéphanie de Lannoy (1984 - viv.):
      1. Charles (2020 - viv.)
      2. François (2023 - viv.)

    2. Félix (1984 - viv.) - ha sposato nel 2013 Claire Lademacher (1985 - viv.):
      1. Amalia (2014 - viv.)
      2. Liam (2016 - viv.)
      3. Baldassare (2024 - viv.)

    3. Luigi (1986 - viv.) - ha sposato nel 2006 Tessy Antony (1985 - viv.), divorziando nel 2019:
      1. Gabriel (2006 - viv.)
      2. Noah (2007 - viv.)

    4. Alexandra (1991 - viv.) - ha sposato nel 2023 Nicolas Bogary: con discendenza;
    5. Sébastien (1992 - viv.)

  3. Giovanni (1957 - viv.) - ha sposato nel 1987 Hélène Suzanna Vestur (1958 - viv.), divorziando nel 2004; ha sposato in seconde nozze nel 2009 Diane de Guerre (1962 - viv.)
    1. (I) Maria Gabrielle (1986 - viv.) - ha sposato nel 2017 Antonius Willms (1988 - viv.): con discendenza;
    2. Constantin (1988 - viv.) - ha sposato nel 2020 Katy Mechie (1989 - viv.):
      1. Félix (2018 - viv.)
      2. Cosima (2022 - viv.)

    3. Venceslao (1990 - viv.) - ha sposato nel 2021 Elisabeth Lamarche (1990 - viv.):
      1. Callisto (2022 - viv.)

    4. Carl Johan (1992 - viv.) - ha sposato nel 2019 Ivana Jamin (1994 - viv.):
      1. Xander (2021 - viv.)
      2. Amedea (2022 - viv.)

  4. Margaretha (1957 - viv.) - ha sposato nel 1982 Nikolaus del Liechtenstein (1947 - viv.): con discendenza;
  5. Guglielmo (1963 - viv.) - ha sposato nel 1994 Sibilla Sandra Weiller y Torlonia (1968 - viv.):
    1. Paul Louis (1998 - viv.)
    2. Léopold (2000 - viv.)
    3. Carlotta (2000 - viv.)
    4. Jean (2004 - viv.)
2. Elisabetta (1922-2011) - sposò nel 1956 Franz Ferdinand von Hohenberg (1927 - 1977): con discendenza;
3. Maria Adelaide (1924 - 2007) - sposò nel 1958 Karl  von Donnersmarc (1928 - 2008): con discendenza;
4. Maria Gabriella (1925 - 2023) - sposò nel 1951 Knud di Holstein-Ledreborg (1919 - 2001): con discendenza;
5. Carlo (1927 - 1977) - sposò nel 1967 Joan Douglas Dillon (1935 - viv.):
  1. Charlotte (1967 - viv.) - ha sposato nel 1993 Marc Victor Cunningham (1965 - viv.): con discendenza;
  2. Robert (1968 - viv.) - ha sposato nel 1994 Julie Houston Ongaro (1966 - viv.):
    1. Charlotte (1995 - viv.)
    2. Alexandre (1997 - viv.)
    3. Federico (2002 - 2025)
6. Alice (1929 - 2019) - sposò nel 1950 Antonio de Ligne (1925 - 2005): con discendenza;